# Hugo Rasmus
Hugo Rasmus (ur. 1925, w Niewieścinie, zm. 22 grudnia 2003) – oficer Bundeswehry, historyk Pomorza Nadwiślańskiego.

## Życiorys
Urodził się w 1925 roku w Niewieścinie między Bydgoszczą a Świeciem. Później jego rodzina przeprowadziła się do Bydgoszczy. W 1945 roku jako żołnierz trafił do RFN, tam służył jako oficer w Bundeswehrze.

## Książki
- Pommerellen Westpreussen 1919-1939, Herbig, Monachium, 1989.
- Schattenjahre in Potulitz 1945, Nicolaus-Copernicus-Verlag, Münster, 1995.
- Vom Volksliedgut in Westpreussen, Nicolaus-Copernicus-Verlag, Münster, 1997.